# サン・ゼノーネ・アル・ランブロ
サン・ゼノーネ・アル・ランブロ（伊: San Zenone al Lambro）は、イタリア共和国ロンバルディア州ミラノ県にある、人口約4,400人の基礎自治体（コムーネ）。

## 地理

### 位置・広がり

#### 隣接コムーネ
隣接するコムーネは以下の通り。括弧内のLOはローディ県所属を示す。
- カザレット・ロディジャーノ (LO)
- チェッロ・アル・ランブロ
- ローディ・ヴェッキオ (LO)
- サレラーノ・スル・ランブロ (LO)
- ソルディオ (LO)
- タヴァッツァーノ・コン・ヴィッラヴェスコ (LO)
- ヴィッツォーロ・プレダビッシ

### 地震分類
イタリアの地震リスク階級 (it) では、3 に分類される
。